# HMS Halland (J18)
HMS Halland (J18) var en jagare i svenska flottan som sjösattes den 16 juli 1952. Tillsammans med systerfartyget HMS Småland (J19) utgjorde hon Halland-klassen, som var den största och mest slagkraftiga jagarklassen som någonsin ingått i den svenska flottan. Tillsammans med systerfartyget var Halland det första i världen att utrustas med ett fungerande sjömålsrobotsystem, det vill säga robotar att avfyra mot andra fartyg. 
Halland genomförde vid ett par tillfällen ubåtsjakt, bland annat vid Hasslö och Utö 1980. Hon användes under två år som långresefartyg som ersättare för HMS Älvsnabben (M01) innan HMS Carlskrona (M04) kom igång. Resorna fick dock göras korta då hennes driftkostnader var höga. Hon utrangerades den 30 juni 1987 och såldes året därpå för upphuggning i Spanien. En avancerad modell av Halland i skala 1:50 finns i Sjöhistoriska museets samlingar och har varit utställd på Sjöhistoriska museet och Marinmuseum i Karlskrona.

## Utformning och bestyckning
Halland var 121 meter lång och 12,6 meter bred. Skrovet var utformat med back, det vill säga ett upphöjt fördäck. Från backen och akterut gick en lång överbyggnad vilken gjorde det möjligt för besättningen att nå hela fartyget utan att behöva gå utomhus, och på så vis minimera risken för exponering av radioaktivt nedfall. Till skillnad från tidigare jagartyper, vars överbyggnad var byggda av aluminium, byggdes Halland-klassens av stål. Aluminium gav fartyg en lägre vikt men hade nackdelen att den vid en brand smälter vid en mycket lägre temperatur än stål. För att hålla vikten nere använde man sig därför av korrugerad plåt i överbyggnaden.
Maskineriet utgjordes av ångpannor och ångturbiner. Två pannor av märket Penhoët levererade ånga med trycket 40 bar och temperaturen 420 grader till två turbiner av märket de Laval. Effekten var totalt 58 000 hästkrafter, vilket gav fartyget en maxhastighet av 35 knop (knappt 65 km/h).
Huvudbestyckningen bestod av två stycken helautomatiska dubbla 12 cm kanoner m/50 som från början riktades från ett centralsikte som senare ersattes av ett nytt artilleriradarsikte kopplat till radarn. Sekundärbestyckningen bestod av en dubbel 57 mm och sex enkla 40 mm luftvärnsautomatkanoner. Den förra leddes till en början från ett centralsikte på bryggan och senare av en digital eldledning inrymd i den karaktäristiska radomen över bryggdäck. Torpedbestyckningen bestod av två tubställ med totalt åtta torpedtuber. För ubåtsjakt fanns en hydrofon inrymd i en dom under förskeppet som kunde föras in i skrovet när hydrofonen inte användes. Då ubåt upptäckts kunde man från ett rum under backdäcket avfyra åtta stycken 100-kilos laddningar 300-1 200 meter i ett mönster runt, ovan och under målet. I aktern fanns även en lavett med två startbanor för avfyrning av sjömålsroboten Robot 08.

## Historia

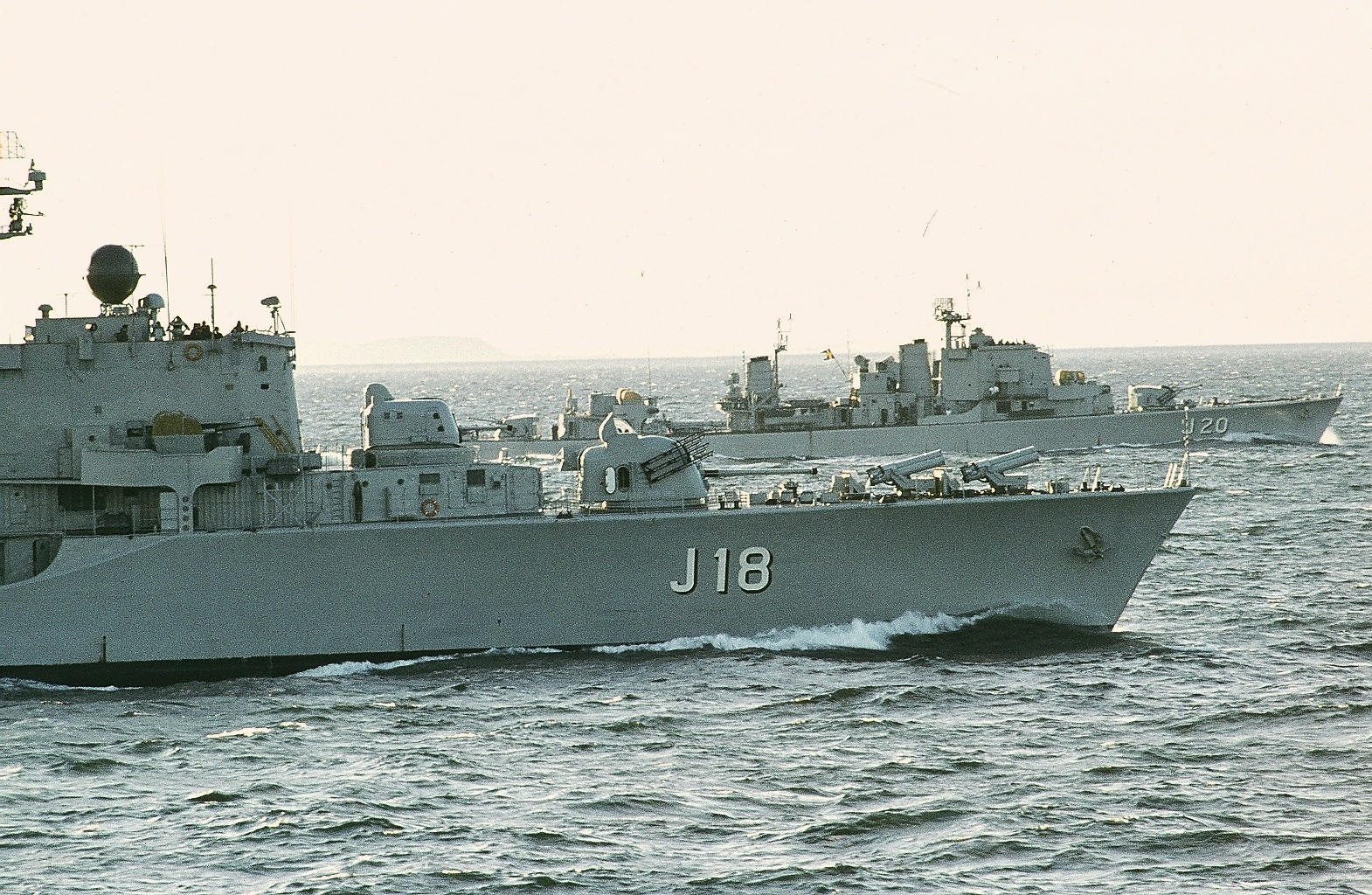
Halland under gång tillsammans med.

Halland byggdes vid Götaverken i Göteborg och sjösattes den 16 juli 1952 då hon döptes av Prins Bertil, hertigen av Halland. Efter ett utdraget arbete med utrustningsarbete och installation av alla komponenter, levererades fartyget den 8 juni 1955 till Marinen.
Under den första tiden utgjorde Halland tillsammans med systerfartyget Småland en jagardivision. När kryssarna HMS Tre Kronor och HMS Göta Lejon utrangerades i början av 1970-talet var Hallandsklassens fartyg de största och mest slagkraftiga fartygen i den svenska flottan, och sedermera blev de ledarfartyg för var sin jagarflottilj.
Halland avrustades år 1982 och lades i malpåse till den 30 juni 1987, då hon utrangerades. År 1988 såldes hon för skrotning i Spanien.

### Långresor
HMS Hallands långresor:

#### 1956
Resan skulle ha varit enligt nedan men avbröts på grund av Ungernrevolten och hon återvände till Sverige efter bara två veckor till sjöss.
Färdväg
1. Göteborg Avseglade 29 oktober 1956
2. Ponta Delgada, Azorerna
3. Puerto Rico
4. Cartagena, Colombia
5. Key West, Florida, USA
6. Bermuda
7. Ponta Delgada, Azorerna
8. Göteborg Anlöpte 12 november 1956

#### 1967
Fartygschef var kommendörkapten Folke von Celsing. Resan genomfördes juni 1967 och med besök på Världsutställningen i Montreal.
Färdväg
1. Göteborg
2. Reykjavik, Island
3. St. John's, Newfoundland, Kanada
4. Montréal, Kanada
5. Boston, Massachusetts, USA
6. Halifax, Kanada
7. Reykjavik, Island
8. Göteborg

#### 1981
Fartygschef var kommendörkapten Wachtmeister. Resan genomfördes under första kvartalet 1981.
Färdväg
1. Karlskrona Avseglade 26 januari 1981
2. Amsterdam, Nederländerna Anlöpte 28 januari 1981, avseglade 1 februari 1981
3. Gibraltar Anlöpte 6 februari 1981, avseglade 9 februari 1982
4. Las Palmas, Kanarieöarna, Spanien anlöpte 24 februari 1981, avseglade 24 februari 1981
5. Lissabon, Portugal Anlöpte 27 februari 1981, avseglade 3 mars 1981
6. Casablanca, Marocko Anlöpte 6 mars 1981, avseglade 10 mars 1981
7. Bordeaux, Frankrike Anlöpte 15 mars 1981, avseglade 19 mars 1981
8. Muskö Anlöpte 25 mars 1981

#### 1982

HMS Hallands vapen.

Fartygschef var kommendörkapten Nils-Olof Tillberg.
Färdväg
1. Karlskrona Avseglade 25 januari 1982
2. Alger, Algeriet Anlöpte 3 februari 1982, avseglade 7 februari 1982
3. Tunis, Tunisien Anlöpte 8 februari 1982, avseglade 12 februari 1982
4. Funchal, Madeira, Portugal Anlöpte 18 februari 1982, avseglade 22 februari 1982
5. Rouen, Frankrike Anlöpte 27 februari 1982, avseglade 3 mars 1982
6. Dublin, Irland Anlöpte 6 mars 1982, avseglade 10 mars 1982
7. London, England Anlöpte 15 mars 1982, avseglade 19 mars 1982
8. Karlskrona Anlöpte 24 mars 1982